# Фінські діти війни

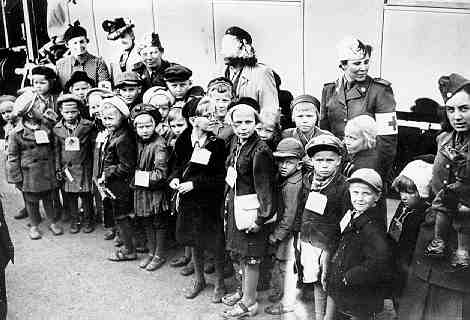
Фінські діти війни в Турку, 1939 рік.

Під час Другої світової війни близько 70 000 фінських дітей (фін. sotalapset, швед. krigsbarn «діти війни») були евакуйовані з Фінляндії, переважно до Швеції, а також до Норвегії та Данії. Більшість з них були евакуйовані під час Радянсько-фінської війни (1941—1944), щоб полегшити ситуацію для своїх батьків, які збиралися відбудовувати свої доми у відвойованій Карелії, повертаючись з евакуації населення фінської Карелії в 1940 році. Перший сплеск евакуйованих прибув, однак, під час Зимової війни, коли у фінів були причини побоюватися гуманітарної катастрофи після очікуваної радянської окупації.

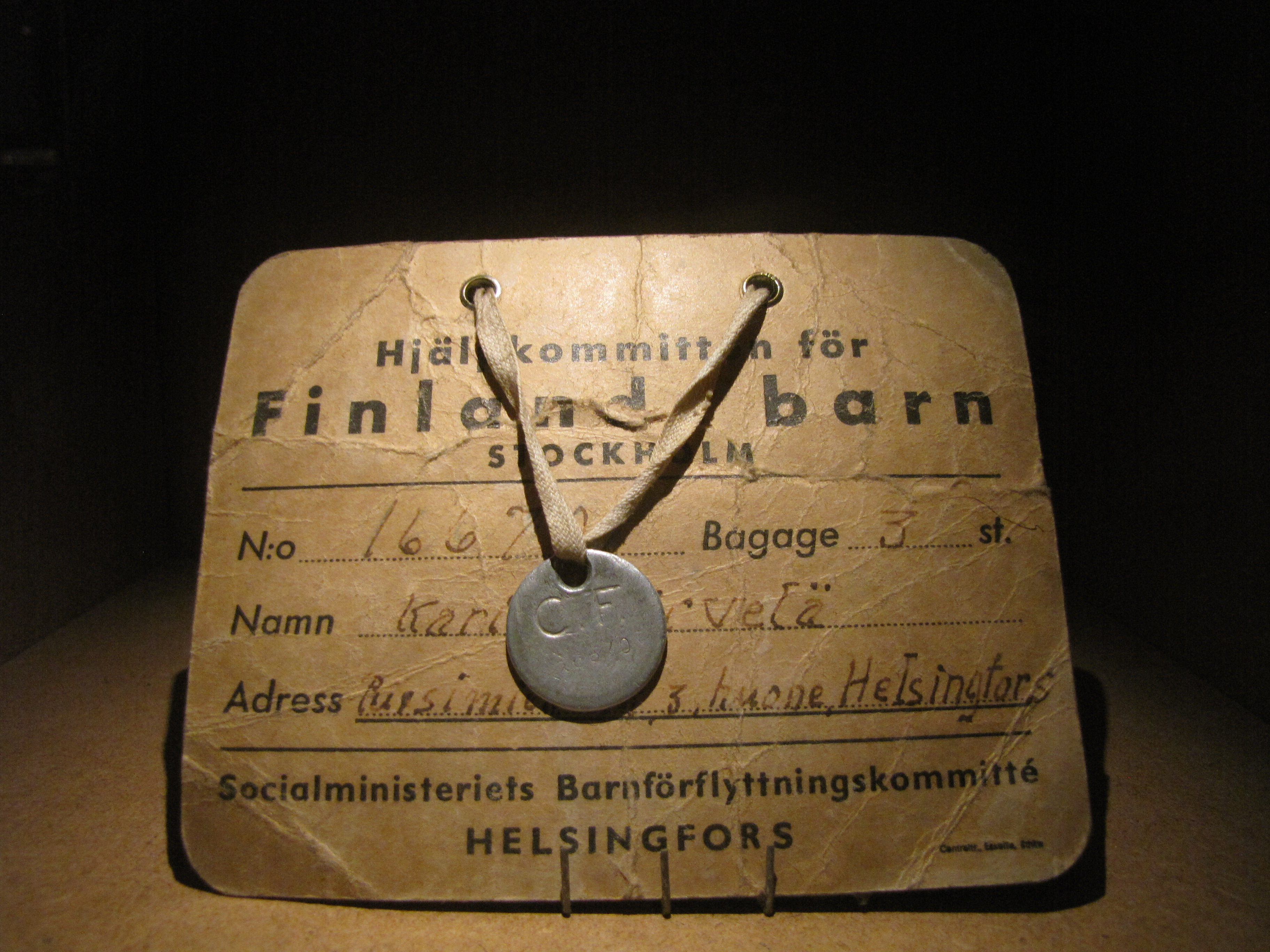
Документ, що посвідчує особу, та бирка дитини фінської війни.

## Ефекти

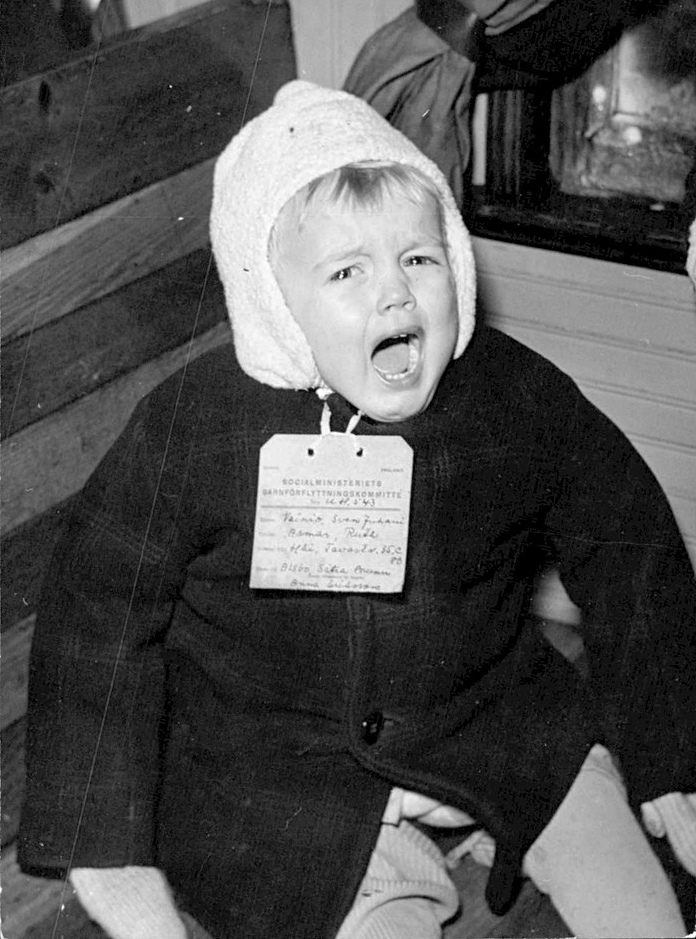
Фінська дитина війни в Бодені, Швеція.

У ретроспективі, евакуація вважалася психологічно помилковою, оскільки, як виявилося, розлучення завдали евакуйованим набагато більшої шкоди, ніж шкода для тих дітей, які залишилися з батьками у Фінляндії. У порівнянні з приблизно 23 000 військових загиблих у Фінляндії під час Зимової війни, 66 000 у Радянсько-фінській війні та загальною кількістю 2 000 смертей цивільного населення — і приблизно стільки ж тяжко поранених — діти війни, звісно, не були фізично поранені, не кажучи вже про вбитих. Проте їхня кількість приблизно така ж, як і інвалідів війни, і багато з них відчувають, що їхні страждання ігнорують.

## Доля
Після війни Фінляндія переживала часи економічних труднощів, а також значну непевність щодо планів Радянського Союзу відносно Фінляндії, що призвело до затримки повернення дітей на кілька років. Зрештою, близько 20 % дітей війни після війни залишилися в прийомних сім'ях, які часто їх усиновлювали. Багато інших повернулися до Швеції дорослими, коли тривалі післявоєнні труднощі у Фінляндії підштовхнули значні контингенти безробітних фінів до швидко зростаючої економіки Швеції в 1950—1960–х роках.

## Фільм 2005 року—Моя мати
Моя мати (фін. Äideistä parhain, швед. Den bästa av mödrar) — фінсько-шведський фільм 2005 року режисера Клауса Хяро про фінську дитину війни, яку мати відправила жити до Швеції під час Другої світової війни. Фільм знятий за романом Хейкі Хіетаміса. Він отримав хороші відгуки фінської преси і був обраний Фінляндією як найкращий фільм іноземною мовою на 78-й церемонії вручення премії Оскар.

## Видатні люди
Видатні люди, які в дитинстві були евакуйовані з Фінляндії до Швеції під час Другої світової війни:
- Жан Кронштедт (нар. 1932), шведська гімнастка
- Тойні Густафссон (нар. 1938), шведська лижниця
- Пентті Каскіпуро (1930—2010), фінський художник
- Лайла Кінунен (1939—2000), фінська співачка
- Фрей Ліндквіст (нар. 1937), шведський актор
- Каріта Ністрьом (1940—2019), фінська письменниця, поетеса, журналістка та феміністка
- Пентті Саарікоскі (1937—1983), фінський поет